# Шагаєво
Шагаєво — село в Починковському районі Нижньогородської області Росії. Входить до складу Василевської сільради.

## Географія
Село знаходиться в південно-східній частині Нижньогородської області, в зоні хвойно-широколистяних лісів, на правому березі річки Ірсеті, на автодорозі 22Н-3519, на відстані приблизно 20 кілометрів (по прямій) на південний захід від села Починки (адміністративного центру району). Абсолютна висота — 133 метри над рівнем моря.
Клімат характеризується як помірно континентальний, вологий, з помірно суворою сніжною зимою і теплим літом. Середньорічна температура — 3,6 °C. Середня температура повітря найтеплішого місяця (липня) — 20 — 22 ° C; найхолоднішого (січня) — −11,5 °C. Середньорічна кількість атмосферних опадів становить 450—500 мм .
Село Шагаєво, як і вся Нижньогородська область, знаходиться у часовій зоні МСК (московський час — UTC +3:00).

## Населення
| 2002 | 2010 |
| ---- | ---- |
| 686  | ↘577 |

Згідно з результатами перепису 2002 року, у національній структурі населення росіяни становили 99 % із 686 осіб.

## Відомі уродженці, жителі
У Шагаєво народилася Ганна Володимирівна Онкович (Колосова) — українська вчена, доктор педагогічних наук, професор.